# Teofilacte de Ravenna
Teofilacte fou exarca de Ravenna del 702 al 710.
Havia estat un alt càrrec eunuc de l'Imperi Romà d'Orient cap a l'any 700. Tenia la dignitat de cubiculari, és a dir, dignatari de la Gran cambra al Gran Palau Imperial. Entre el 698 i el 701, l'emperador Tiberi III el va enviar com a estrateg al Tema de Sicília.
El 702 va succeir com a exarca a Joan II Platinus. Poc després d'accedir al govern va anar a Roma, on l'any anterior Joan VI havia estat elegit papa. La seva presència va molestar als romans i els soldats romans van atacar a Teofilacte però el Papa va evitar el conflicte.
El 706 Justinià II va decidir enviar una expedició a Ravenna en càstig per la participació de la ciutat en la revolta el 695 que l'havia apartat temporalment del tron. Aquesta expedició, dirigida pel patrici Teodor va tenir lloc no abans del 706, probablement el 709. Teodor va invitar a tots els ciutadans destacats de la ciutat a un banquet i tal com arribaven eren detinguts i posats en vaixells que foren enviats a Constantinoble. La ciutat fou saquejada. Tots els deportats foren condemnats a mort excepte el bisbe Fèlix que fou cegat i desterrat al Pont.
Teofilacte, tot i ser l'exarca, no va tenir cap control sobre els fets i la seva autoritat va quedar malmesa. El 710 el va succeir Joan III Rizocop.